# Tetraonyx distincticollis
Tetraonyx distincticollis is een keversoort uit de familie van oliekevers (Meloidae). De wetenschappelijke naam van de soort is voor het eerst geldig gepubliceerd in 1916 door Pic.